# A Macedón Szocialista Szövetségi Köztársaság zászlaja

Macedón Szocialista Köztársaság zászlaja (1953-1991)

A Macedón Szocialista Szövetségi Köztársaság zászlaja. Vörös alapon (a többi szocialista országhoz hasonlóan) szürke csillag (valószínűleg a vöröscsillag egy más formája) található rajta.